# Нью Джорджиан Балет
Нью Джорджиан Балет, или Новый грузинский балет (груз. ახალი ქართული ბალეტი; англ. New Georgian Ballet) — антрепризный театр современного танца, основанный в Тбилиси (Грузия) в 1993 году грузинским хореографом Тамазом Вашакидзе.
Эстетическим ориентиром при создании театра послужил «Русский балет Дягилева», а организационным началом — принцип антрепризы, использованный Сергеем Дягилевым для организации «Русских сезонов».

## Дебют
Роль художественного руководителя нового театра принял на себя народный артист Грузии Тамаз Вашакидзе. Репетиторами выступили народные артисты Грузии Вера Цигнадзе и Зураб Кикалеишвили, и заслуженный артист Грузии Цискари Баланчивадзе.
Первым номером, который был поставлен в новорожденном театре, был номер «Мы начинаем» на попурри из произведений Баха, Бетховена, Моцарта, Шопена, Вагнера, Римского-Корсакова, Листа (в начале звучал бой кремлёвских курантов). Исполнители: художественный руководитель театра Тамаз Вашакидзе, художник по свету Владислав Власов (ныне технический директор БДТ им. Г.А. Товстоногова), художник по костюмам Ека Турманидзе. Премьера состоялась в 1993 г. в Тбилисском академическом театре оперы и балета, первый показ за пределами Грузии — в том же году в Санкт-Петербургской государственной консерватории им. Римского-Корсакова.
Дебют театра состоялся в 1994 году премьерой балетного спектакля «Класс-концерт» на Международном фестивале балета в Аспендосе (Турция). В спектакле принимали участие артисты балета Тбилисского государственного академического театра оперы и балета им. Захария Палиашвили: М. Зурашвили, Э. Безиргани, Ю. Сорокин, К. Мухашаврия, Л. Бахтадзе, Л. Чхиквишвили, М. Чиковани, К. Бакрадзе, Л. Хозашвили, О. Кузнецова, Н. Очиаури, Ц. Чолокашвили, П. Хелашвили, Амаглобели, М. Алпаидзе, Н. Годзиашвили, Н. Лозовая, И. Фоменко, Н. Купуния, М. Алексидзе, К. Квициани, Н. Джигаури, В. Цигнадзе, Г. Кукуладзе, А. Церетели, П. Годзиашвили, З. Ревазишвили, В. Власов. Это были первые турецкие гастроли за всю историю существования грузинского балета.

## Постановки
С 1993 по 2008 год руководителем и хореографом-постановщиком театра «Нью Джорджиан Балет» («Новый грузинский балет») Тамазом Вашакидзе поставлено 11 балетных спектаклей:
- 1993 г. Одноактный спектакль «Одиночество» на музыку Густава Малера
- 1993 г. Спектакль «Класс-концерт» на музыку Петра Чайковского, Густава Малера, Людвига Минкуса и других
- 1994 г. «Вариации» на тему Альфреда Шнитке
- 1995 г. «Болеро» на музыку Мориса Равеля
- 1996 г. «Импровизации» на музыку Рэя Чарльза
- 1999 г. Сюита «Иавнана» на музыку Петра Чайковского
- 2002 г. Одноактный спектакль «Блудный сын» на музыку Бидзина Квернадзе (сорежиссёр Коте Махарадзе)
- 2004 г. Спектакль «Мата Хари»[1] на музыку Сергея Прокофьева, Гоги Дзодзуашвили и песен Эдит Пиаф
- 2004 г. Спектакль «Большой вальс»[2] на музыку Иоганна Штрауса
- 2006 г. «Многоголосие» на музыку Гоги Дзодзуашвили
- 2007 г. Спектакль «Витязь» — первая в истории Грузии хореографическая интерпретация поэмы Шота Руставели «Витязь в тигровой шкуре»

## Мата Хари
2004 г. ознаменовался постановкой драматического спектакля «Мата Хари» на музыку Сергея Прокофьева, Гоги Дзодзуашвили и песен Эдит Пиаф. Эта постановка явилась синтезом драматического искусства и классического балета.
Режиссёр-постановщик Тамаз Вашакидзе (художественный руководитель театра современного танца «Нью Джорджиан Балет» /«Новый грузинский балет»/). Художники: Анка Калатозишвили, Гуга Котетишвили. Исполнители: Мата Хари — лауреат Международной премии артистов балета, звезда Грузинского балета Лали Канделаки. Артисты балета: Иракли Шенгелия, Михаил Менабде, Иракли Бахтадзе, Лаша Хозашвили. Артисты драмы: Ника Тавадзе, Каха Бакурадзе, Заал Чикобива, Эрик Баблидзе.

## Большой вальс
В 2004 г. художественный руководитель театра современного танца «Нью Джорджиан Балет» («Новый грузинский балет») Тамаз Вашакидзе осуществил постановку балета «Большой вальс» на музыку Иоганна Штрауса. Премьера спектакля состоялась — впервые на родине Баланчина! — 22 января 2004 г. в Тбилисском государственном академическом театре оперы и балета им. З. Палиашвили в рамках «Вечера памяти Джорджа Баланчина», посвящённого 100-летию великого соотечественника и дню рождения Вахтанга Чабукиани.
В 2005 г. по приглашению агентства по культуре и кинематографии РФ художественный руководитель театра современного танца «Нью Джорджиан Балет» («Новый грузинский балет») Тамаз Вашакидзе в содружестве с театром «Русский балет» (художественный руководитель Вячеслав Гордеев) поставил балет «Большой вальс», мировая премьера которого состоялась в Москве в концертном зале им. П.И. Чайковского.
В 2006 г. премьера «Большого вальса» прошла в Екатеринбургском государственном академическом театре оперы и балета.